# Gynoplistia flavipennis
Gynoplistia flavipennis är en tvåvingeart som först beskrevs av Philippi 1866.  Gynoplistia flavipennis ingår i släktet Gynoplistia och familjen småharkrankar. Inga underarter finns listade i Catalogue of Life.